# El lince perdido
El lince perdido e és una pel·lícula de animació, produït per l'empresa granadina Kandor Graphics, en col·laboració amb l'antiga Conselleria de Medi Ambient de la Junta d'Andalusia i la productora d'Antonio Banderas, Green Moon. Va obtenir el Goya a la millor pel·lícula d'animació en l'edició de 2008.
Els mitjans i el públic la van rebre molt positivament, i l'han considerat la millor pel·lícula espanyola d'animació realitzada fins avui.

## Argument
Félix, un linx maldestre i amb mala sort, és internat en un centre de recuperació del parc de Doñana, per curar-se de les seves ferides. Durant la seva estada, el centre és atacat per mercenaris contractats per un milionari excèntric, anomenat Noè, que pretén crear una espècie d'arca de Noè per salvar espècies en perill d'extinció. Per agraïment, ja que el van ajudar a aconseguir la seva fortuna. Per a això contracta els serveis d'un despietat caçador anomenat Newman.
Juntament amb Gus, un camaleó amb problemes de camuflatge; Beea, una cabra hispànica sense por al risc; Astarté, un falcó venjatiu; i Rupert, un talp pare de família nombrosa, tiraran per terra els plans de Noè i Newman. Tot això, transcorre en paisatges dels Parcs Naturals d'Andalusia.

## Premis rebuts
- Millor pel·lícula Festival Internacional Animadrid, 2008[6]
- Esment Especial Festival Internacional d'Animació 2008
- Goya a la millor pel·lícula d'animació, 2009.[7]
- Premi del Jurat al San Diego Latino Film Festival, 2009[8]
- Premi especial Festival de Cinema de Giffoni (Itàlia), 2009[9]
- Preseleccionada Millor pel·lícula d'animació Oscars, 2010.[10]